# 断家譜
断家譜（だんかふ）は、江戸時代の系譜集成。30巻。著者は田畑喜右ヱ門吉正（旗本の田畑吉正）。大名・旗本・官医の絶家となった880余の家をいろは順に掲載する。文化6年（1809年）成立で、慶長年間から文化年間までの間に断絶した家が対象である。
ただし旗本の家は全て収録されるわけではなく、御目見以上が原則記載、それ以下の御家人では菊の間で襲封した者を収録している。また次男以下で分家して一代で絶家となった場合は省略されている。
絶家ではないが、改易などで減封されながら子孫存続となった家も載せている。
大名・旗本別で分類され、それぞれの家の系図を示すほか、譜伝を記載している。武家の廃絶の様子を示す史料であり、また『寛政重修諸家譜』など断絶した家を欠くような系譜史料を補う役割もある。特に断絶家のみだが『寛政重修諸家譜』が記載しない寛政10年（1798年）以降から文化年間までの系譜が収録されており、貴重な系図史料となっている。
武家の廃絶の様子を示す類似の史料に『廃絶録』『徳川除封録』がある。ただし廃絶大名の年次別単独記載であり、断家譜とは記述方法が異なる。
昭和43年（1968年）以降、続群書類従完成会から斎木一馬・岩沢愿彦校訂の全3冊で刊行された。

## 書籍
- 斎木一馬・岩沢愿彦 校訂『断家譜』 第二、続群書類従完成会、1968年10月30日。NDLJP:3451118。